# Stanislas Naulin
Stanislas Naulin (ur. 17 kwietnia 1870 w Saint-Loup-Lamairé w departamencie Deux-Sèvres, zm. 3 listopada 1932 w Paryżu) – francuski generał, od 23 sierpnia 1921 roku Naczelny Dowódca wojsk Sprzymierzonych na Górnym Śląsku w okresie działania Międzysojuszniczej Komisji Rządzącej i Plebiscytowej, następca Gratiera.

## Życiorys
Jego dziadek był rolnikiem, ojciec zaś żandarmem. Naulin miał dwóch braci. W 1888 roku z drugą lokatą na 450 kandydatów został przyjęty do Specjalnej Szkoły Wojskowej w Saint-Cyr. Naukę skończył w roku 1890, utrzymując przez cały czas drugą lokatę, wśród ponad 400 uczniów.
W stopniu podporucznika trafił do 2. Pułku Strzelców Algierskich. Dwa lata później był już porucznikiem (1 października 1892). W  1893 roku uczęszczał do regionalnej szkoły strzeleckiej w Châlons kończąc ją jako najlepszy absolwent wśród 78 szkolonych. Od 1896 do 1898 uczył się w Wyższej Szkole Wojennej (drugie miejsce na 24 absolwentów). 26 grudnia 1898 r. awansował na kapitana i został przydzielony jako kapitan -stażysta do dowództwa armii. W Ministerstwie Wojny szybko zyskał uznanie jako autor wzorowo opracowanych raportów i przydatnych analiz. Szczególnie cenne okazały się: jego raport o stanie brytyjskiej marynarki wojennej oraz Peru, opracowanie  napisane na miejscu podczas pełnionej tam misji w latach 1903–1905. Praktykę wojenną odbył w Algierii i Maroku. W marcu 1910 roku został szefem batalionu. Od 1912 roku pracował jako oficer 2 Biura Głównej Kwatery Sztabu.
Brał udział w I wojnie światowej awansując w listopadzie 1914 roku na podpułkownika zaś 25 czerwca 1916 na pułkownika (już od 1898 tymczasowo pełnił funkcje pułkownika tytularnego). Jako dowódca 15 Regimentu Piechoty szczególnie zasłużył się w bitwie pod Artois (1915); pod Verdun (1916) jako dowódca 303 Brygady; W Szampanii w okresie kwiecień – czerwiec 1917 na czele 45 Dywizji Piechoty oraz w Szampanii w okresie lipiec październik 1918 roku jako dowódca 21 Kompanii Artylerii. Już od początku wojny miał styczność z marszałkiem Fochem. 18 kwietnia 1918 roku awansował na generała brygady a już 10 czerwca został generałem dywizji, dowodząc wtedy 21 Korpusem Armijnym. Okazał się równie skuteczny w działaniach polowych jak i w administracji wojskowej, był oceniany jako oficer kompetentny, bystry i odważny. Po przybyciu na Śląsk szybko zyskał uznanie Le Ronda i pozostałych osobistości koalicji. Po powrocie ze Śląska Naulin dowodził w Algierii, Na Bliskim Wschodzie oraz Maroku. Od 1930 roku, aż do śmierci, pracował w Najwyższej Radzie Wojennej.

## Odznaczenia
Francuskie:
- Krzyż Wielki Orderu Legii Honorowej[1]
- Wielki Oficer Orderu Legii Honorowej[2]
- Komandor Orderu Legii Honorowej[2]
- Oficer Orderu Legii Honorowej (21 czerwca 1915)
- Kawaler Orderu Legii Honorowej (12 lipca 1911)
- Komandor Orderu Gwiazdy Czarnej Beninu (kolonialny)[1]
- Kawaler Orderu Gwiazdy Czarnej Beninu (kolonialny)[2]
- Kawaler Orderu Zasługi Rolniczej[2]
- Krzyż Wojenny 1914–1918[1]
- Krzyż Kombatantów[1]
- Medal Kolonialny z okuciem „Maroc”[1]
- Medal Pamiątkowy Maroka z okuciem „Casablanca”[1]
- Medal Pamiątkowy Syrii i Cylicji[1]
- Medal Pamiątkowy Wielkiej Wojny z okuciem „Engagé Volontaire”[1][2]
- Medal Zwycięstwa (międzysojuszniczy)[1][2]
- Medal Pamiątkowy Górnego Śląska (międzysojuszniczy)[1]

Zagraniczne:
- Krzyż Wielki Orderu Alawitów (Maroko)[1]
- Medal Zasługi Wojskowej (Maroko)[1]
- Krzyż Wielki Orderu Sławy (Tunezja)[1]
- Krzyż Wielki Orderu Zasługi Wojskowej (Hiszpania)[1]
- Komandor z Gwiazdą Orderu Polonia Restituta (Polska)[1]
- Krzyż Walecznych (Polska)
- Medal Pamiątkowy za Wojnę 1918–1921 (Polska)[1]
- Komandor Orderu Świętego Skarbu (Japonia)[1]
- Komandor Orderu Leopolda (Belgia)[1]
- Krzyż Wojenny 1914-1918 (Belgia)[1]
- Medal Izery (Belgia)[1]
- Oficer Orderu Franciszka Józefa (Austro-Węgry)[1]
- Oficer Orderu Oranje-Nassau (Holandia)[1]
- Kawaler Orderu Łaźni (Wielka Brytania)[1]
- Medal za Wybitną Służbę (USA)[1]
- Medal Honorowy Zasługi (Liban)[1]